# Onychopterocheilus stiziformis
Onychopterocheilus stiziformis är en stekelart som först beskrevs av Gusenleitner 1970.  Onychopterocheilus stiziformis ingår i släktet Onychopterocheilus och familjen Eumenidae. Inga underarter finns listade i Catalogue of Life.